# Jiří Lír
Jiří Lír (19. června 1923 Pelhřimov – 20. srpna 1995 Praha) byl český herec.

## Umělecká kariéra
Jednalo se o výrazného představitele mnoha drobnějších filmových rolí, výborného estrádního a kabaretního umělce s výrazným komediálním nadáním. Jeho někdejším pelhřimovským spolužákem byl herec Lubomír Lipský. Ačkoliv na divadle se mu hlavní role nevyhýbaly, ve filmu se dlouhodobě etabloval především jako oblíbený a režiséry vyhledávaný herec vedlejších filmových rolí, kterých v českém filmu za svůj bohatý herecký život ztvárnil okolo 180.
Společně s bratry Lubomírem a Oldřichem Lipských po druhé světové válce spoluzakládal Divadlo satiry, kde se sešel s mnoha budoucími komediálními hvězdami českého filmu. Mimo jiné zde působil též s Milošem Kopeckým, Stellou Zázvorkovou nebo jiným známým hercem mnoha epizodních filmových rolí s Karlem Effou.

## Filmografie (výběr)
- 1950 Posel úsvitu – role: úředník u Knoppa
- 1951 Mikoláš Aleš – role: sluha u Šamberka
- 1956 Dobrý voják Švejk – role: auditor Bernis
- 1956 Dědeček automobil – role: francouzský mechanik Pierre Charron
- 1959 Dům na Ořechovce – role: spolužák Evy
- 1964 Limonádový Joe aneb Koňská opera – role: barman
- 1965 Kdyby tisíc klarinetů – role: George
- 1966 Kdo chce zabít Jessii? – role: policista
- 1967 Svatba jako řemen – role: vedoucí samoobsluhy
- 1967 Přísně tajné premiéry – role: redaktor Majer
- 1967 Konec agenta W4C prostřednictvím psa pana Foustky – role: Štern
- 1969 Zabil jsem Einsteina, pánové… – role: lékárník Lier
- 1969 Světáci – role: prodavač látek u Adama
- 1969 Kladivo na čarodějnice – role: sekretář soudu
- 1970 Na kometě – role: dělostřelec Ali
- 1970 Pane, vy jste vdova! – role: herec Gugenheim
- 1970 Čtyři vraždy stačí, drahoušku – role: Jaime
- 1971 Dívka na koštěti – role: učitel botaniky
- 1972 Aféry mé ženy, příběh Smrt za slunovratu – role: reportér Viktor Jelínek
- 1973 Tři chlapi na cestách – role: karbaník Kašpar
- 1974 Jak utopit dr. Mráčka aneb Konec vodníků v Čechách – role: zástupce dr. Mráčka doktor Křeček
- 1975 Holka na zabití – role: vrchní číšník
- 1975 Akce v Istanbulu – role: agent-řidič
- 1976 Zítra to roztočíme, drahoušku…! – role: zeměměřič
- 1976 Parta hic – role: číšník
- 1976 Náš dědek Josef – role: komorník Fricek
- 1976 Marečku, podejte mi pero! – role: studující večerní školy Dudek
- 1976 Honza málem králem – role: dvořan
- 1976 Bouřlivé víno – role: farář
- 1977 Zítra vstanu a opařím se čajem – role: zaměstnanec Universa
- 1977 Tichý Američan v Praze – role: novinář z Rudého práva
- 1977 Jak se budí princezny – role: písař
- 1977 Což takhle dát si špenát – role: vrchní číšník
- 1977 Já to tedy beru, šéfe – role: topič Nyklíček
- 1978 Já už budu hodný, dědečku! – role: inspicient divadla Kubíček
- 1979 Pan Vok odchází – role: karlštejnský purkrabí
- 1979 Lásky mezi kapkami deště – role: Ervín
- 1979 Hodinářova svatební cesta korálovým mořem – role: Havránek
- 1979 Causa králík – role: obžalovaný
- 1979 Čas pracuje pro vraha – role: směnař v tiskové agentuře INDOC
- 1980 Vrchní, prchni – role: dvakrát platící host v restauraci
- 1980 Rukojmí v Bella Vista – role: velitel dešifrantů StB kap. Hejduk
- 1980 Požáry a spáleniště – role: ing. Grešl
- 1980 Co je doma, to se počítá, pánové – role: Quido Novák
- 1980 Blázni, vodníci a podvodníci – role: číšník
- 1981 V podstatě jsme normální – role: Dr. Skřivánek
- 1981 Tajemství hradu v Karpatech – role: prefekt
- 1981 Buldoci a třešně – role: mafián Tenorista
- 1982 Srdečný pozdrav ze zeměkoule – role: profesor John Miler
- 1982 Příště budeme chytřejší, staroušku! – role: dispečer
- 1984 Amadeus – role: muž ze Salcburku
- 1985 Vesničko má středisková – role: hostinský Bedřich Rambousek
- 1985 Fešák Hubert – role: strýc na svatbě
- 1988 O zatoulané princezně – role: dvorní malíř
- 1988 Anděl svádí ďábla – role: lesní správce Lachout
- 1989 Konec starých časů – role: Lehr
- 1993 Kašpar Hauser

## Televize (výběr)
- 1960 Robot Emil (TV seriál)
- 1966 Eliška a její rod (TV seriál) – role: kontrolor Jestřábník
- 1967 Klapzubova jedenáctka (TV seriál)
- 1967 Dobrodružství Toma Sawyera (TV inscenace) – role: žalobce
- 1968 Hříšní lidé města pražského (TV seriál)
- 1971 Fantom operety (TV minisérie) – role: choreograf Čermáček
- 1972 Pan Tau (TV seriál) – role: komorník
- 1975 Chalupáři (TV seriál) – role: prodavač v obchodu s hudebními nástroji
- 1976 Hadrián z Římsů (TV inscenace) – role: Lepohlav
- 1978 Třicet případů majora Zemana (TV seriál), 28. díl Poselství z neznámé země – role: velitel dešifrantů StB kap. Hejduk
- 1981 Výhra admirála Kotrby (TV inscenace) – role: ředitel Jednoty Mrázek
- 1981 Velká sázka o malé pivo (TV film) – role: policista
- 1982 Šéfe, to je věc! (TV film) – role: vrátný
- 1982 Dobrá Voda (TV seriál) – role: předseda dražební komise
- 1984 Rozpaky kuchaře Svatopluka (TV seriál) – role: skladník Matouš
- 1984 Bambinot (TV seriál) – role: advokát
- 1987 Křeček v noční košili (TV seriál) – role: profesor Holzbach, kolega inženýra Berky
- 1987 Panoptikum Města pražského (TV seriál) – role: vrchní číšník
- 1988 Cirkus Humberto (TV seriál) – role: úředník
- 1990 Zvonokosy (TV inscenace) – role: lékárník Famfule
- 1993 Arabela se vrací aneb Rumburak králem Říše pohádek (TV seriál) – role: královský rádce
- 1993 Deset malých běloušků (TV film)

## Práce pro rozhlas
- 1991 Tři veteráni. Na motivy Jana Wericha napsala Helena Sýkorová. Hráli: Ladislav Mrkvička, Karel Heřmánek, Alois Švehlík, Věra Kubánková, Jitka Molavcová, Yvetta Blanarovičová, Josef Vinklář, Michaela Kuklová, Jiří Lír, Jiří Binek, Antonín Hardt, Dagmar Weinlichová a František Němec. Hudba Miroslav Kořínek. Dramaturgie Eva Košlerová. Režie Karel Weinlich.